# 30. Screen Actors Guild-gála
A 30. Screen Actors Guild-gála a 2023-as év legjobb filmes és televíziós alakításait értékelte. A díjátadót 2024. február 24-nn tartották meg a Los Angeles történelmi-kulturális örökségének számító Shrine Auditoriumban. A mintegy kétórás díjátadó-gálát a Netflix élőben streamelte az észak-amerikai időzóna szerint este nyolc órától. A rendezvény producere ez évben a Silent House Productions lesz, rendezője Alex Rudzinski.
A jelöltek listáját 2024. január 10-én jelentette be Kumail Nanjiani és Issa Rae az Instagram Live-on keresztül. A nagyjátékfilmek esetében a Barbie és az Oppenheimer egyaránt négy jelölést kapott, a televíziós produkciók közül öt kategóriában volt jelen az HBO sorozata, az Utódlás.
A mozifilmek között az Oppenheimer uralta gálát: négy jelöléséből hármat váltott díjra: a legjobb férfi főszereplő (Cillian Murphy) és a mellékszereplő (Robert Downey Jr.), valamint a legjobb szereplőgárda kategóriákban. A televíziós sorozatok közül A mackó három, a Balhé pedig két díjat nyert; ugyancsak jól szerepelt a  The Last of Us, amelynek főszereplője (Pedro Pascal) és kaszkadőrcsapata lett első helyezett. Öt jelöléséből csupán egyet tudott díjra váltani az Utódlás.
2023. december 1-jén bejelentették, hogy a 2023-as Életműdíjat Barbra Streisand kétszeres Oscar-, kilencszeres Golden Globe- és tízszeres Grammy-díjas amerikai színésznő veheti át.

## Győztesek és jelöltek

### Film
| Legjobb férfi főszereplő | Legjobb férfi főszereplő | Legjobb női főszereplő     | Legjobb női főszereplő |
| --- | --- | -------------------------- | --- |
| | - Cillian Murphy – Oppenheimer (Robert Oppenheimer) - Bradley Cooper – Maestro (Leonard Bernstein) - Colman Domingo – Rustin (Bayard Rustin) - Paul Giamatti – Téli szünet (Paul Hunham) - Jeffrey Wright – Amerikai irodalom (Thelonious "Monk" Ellison) |                            | - Lily Gladstone – Megfojtott virágok (Mollie Burkhart) - Annette Bening – Nyad (Diana Nyad) - Carey Mulligan – Maestro (Felicia Montealegre) - Margot Robbie – Barbie (Barbie) - Emma Stone – Szegény párák (Bella Baxter) |
| Legjobb férfi mellékszereplő | Legjobb férfi mellékszereplő | Legjobb női mellékszereplő | Legjobb női mellékszereplő |
| | - Robert Downey Jr. – Oppenheimer (Lewis Strauss) - Sterling K. Brown – Amerikai irodalom (Clifford Ellison) - Willem Dafoe – Szegény párák (Dr. Godwin Baxter) - Robert De Niro – Megfojtott virágok (William Hale) - Ryan Gosling – Barbie (Ken)        |                            | - Da’Vine Joy Randolph – Téli szünet (Mary Lamb) - Emily Blunt – Oppenheimer (Kitty Oppenheimer) - Danielle Brooks – Bíborszín (Sofia) - Penélope Cruz – Ferrari (Laura Ferrari) - Jodie Foster – Nyad (Bonnie Stoll)       |
| Legjobb szereplőgárda (mozifilm) | |                            | |
| - Oppenheimer – Casey Affleck, Emily Blunt, Kenneth Branagh, Matt Damon, Robert Downey Jr., Josh Hartnett, Rami Malek, Cillian Murphy és Florence Pugh - Amerikai irodalom – Erika Alexander, Adam Brody, Sterling K. Brown, Keith David, John Ortiz, Issa Rae, Tracee Ellis Ross, Leslie Uggams és Jeffrey Wright - Barbie – Michael Cera, Will Ferrell, America Ferrera, Ryan Gosling, Ariana Greenblatt, Kate McKinnon, Helen Mirren, Rhea Perlman, Issa Rae és Margot Robbie - Bíborszín – Halle Bailey, Fantasia Barrino, Jon Batiste, Danielle Brooks, Ciara, Colman Domingo, Aunjanue Ellis-Taylor, Louis Gossett Jr., Corey Hawkins, Taraji P. Henson, Phylicia Pearl Mpasi és Gabriella Wilson "H.E.R." - Megfojtott virágok – Tantoo Cardinal, Robert De Niro, Leonardo DiCaprio, Brendan Fraser, Lily Gladstone, John Lithgow és Jesse Plemons | |                            | |
| Legjobb kaszkadőrgárda (mozifilm) | |                            | |
| - Mission: Impossible – Leszámolás - A galaxis őrzői: 3. rész - Barbie - Indiana Jones és a sors tárcsája - John Wick: 4. felvonás | |                            | |

### Televízió
| Legjobb színész (minisorozat vagy tévéfilm) | Legjobb színész (minisorozat vagy tévéfilm) | Legjobb színésznő (minisorozat vagy tévéfilm) | Legjobb színésznő (minisorozat vagy tévéfilm) |
| --- | --- | --------------------------------------------- | --- |
| | - Steven Yeun – Balhé (Netflix) (Danny Cho) - Matthew Bomer – Útitársak (Showtime) (Hawkins "Hawk" Fuller) - Jon Hamm – Fargo (FX) (Roy Tillman) - David Oyelowo – Az igazság emberei: Bass Reeves (Paramount+) (Bass Reeves) - Tony Shalhoub – Mr. Monk's Last Case: A Monk Movie (Peacock) (Adrian Monk) |                                               | - Ali Wong – Balhé (Netflix) (Amy Lau) - Uzo Aduba – A gyilkos csodaszer (Netflix) (Edie Flowers) - Kathryn Hahn – Apró gyönyörű dolgaink (Hulu) (Clare Pierce) - Brie Larson – Minden kémia (Apple TV+) (Elizabeth Zott) - Bel Powley – Anne Frank bújtatója (Nat Geo) (Miep Gies)                                                            |
| Legjobb színész (drámasorozat) | Legjobb színész (drámasorozat) | Legjobb színésznő (drámasorozat)              | Legjobb színésznő (drámasorozat) |
| | - Pedro Pascal – The Last of Us (HBO) (Joel) - Brian Cox – Utódlás (HBO) (Logan Roy) - Billy Crudup – The Morning Show (Apple TV+) (Cory Ellison) - Kieran Culkin – Utódlás (HBO) (Roman Roy) - Matthew Macfadyen – Utódlás (HBO) (Tom Wambsgans)                                                          |                                               | - Elizabeth Debicki – A Korona (Netflix) (Diána walesi hercegné) - Jennifer Aniston – The Morning Show (Apple TV+) (Alex Levy) - Bella Ramsey – The Last of Us (HBO) (Ellie) - Keri Russell – A diplomata (Netflix) (Kate Wyler) - Sarah Snook – Utódlás (HBO) (Shiv Roy)                                                                      |
| Legjobb színész (vígjátéksorozat) | Legjobb színész (vígjátéksorozat) | Legjobb színésznő (vígjátéksorozat)           | Legjobb színésznő (vígjátéksorozat) |
| | - Jeremy Allen White – A mackó (FX / Hulu) (Carmen "Carmy" Berzatto) - Brett Goldstein – Ted Lasso (Apple TV+) (Roy Kent) - Bill Hader – Barry (HBO) (Barry Berkman) - Ebon Moss-Bachrach – A mackó (FX / Hulu) (Richard "Richie" Jerimovich) - Jason Sudeikis – Ted Lasso (Apple TV+) (Ted Lasso)         |                                               | - Ayo Edebiri – A mackó (FX / Hulu) (Sydney Adamu) - Alex Borstein – A káprázatos Mrs. Maisel (Prime Video) (Susie Myerson) - Rachel Brosnahan – A káprázatos Mrs. Maisel (Prime Video) (Miriam "Midge" Maisel) - Quinta Brunson – Abbott Általános Iskola (ABC) (Janine Teagues) - Hannah Waddingham – Ted Lasso (Apple TV+) (Rebecca Welton) |
| Legjobb szereplőgárda (drámasorozat) | |                                               | |
| - Utódlás (HBO) – Nicholas Braun, Juliana Canfield, Brian Cox, Kieran Culkin, Dagmara Domińczyk, Peter Friedman, Justine Lupe, Matthew Macfadyen, Arian Moayed, Scott Nicholson, David Rasche, Alan Ruck, Alexander Skarsgård, J. Smith-Cameron, Sarah Snook, Fisher Stevens, Jeremy Strong és Zoë Winters - A Korona (Netflix) – Khalid Abdalla, Sebastian Blunt, Bertie Carvel, Salim Daw, Elizabeth Debicki, Luther Ford, Claudia Harrison, Lesley Manville, Ed McVey, James Murray, Jonathan Pryce, Imelda Staunton, Marcia Warren, Dominic West és Olivia Williams - Az aranykor (HBO) – Ben Ahlers, Ashlie Atkinson, Christine Baranski, Denée Benton, Nicole Brydon Bloom, Michael Cerveris, Carrie Coon, Kelley Curran, Taissa Farmiga, David Furr, Jack Gilpin, Ward Horton, Louisa Jacobson, Simon Jones, Sullivan Jones, Celia Keenan-Bolger, Nathan Lane, Matilda Lawler, Robert Sean Leonard, Audra McDonald, Debra Monk, Donna Murphy, Kristine Nielsen, Cynthia Nixon, Kelli O'Hara, Patrick Page, Harry Richardson, Taylor Richardson, Blake Ritson, Jeremy Shamos, Douglas Sills, Morgan Spector, John Douglas Thompson és Erin Wilhelmi - The Last of Us (HBO) – Pedro Pascal és Bella Ramsey - The Morning Show (Apple TV+) – Jennifer Aniston, Nicole Beharie, Shari Belafonte, Néstor Carbonell, Billy Crudup, Mark Duplass, Jon Hamm, Theo Iyer, Hannah Leder, Greta Lee, Julianna Margulies, Tig Notaro, Karen Pittman és Reese Witherspoon | |                                               | |
| Legjobb szereplőgárda (vígjátéksorozat) | |                                               | |
| - A mackó (FX / Hulu) – Lionel Boyce, Jose Cervantes Jr., Liza Colón-Zayas, Ayo Edebiri, Abby Elliott, Richard Esteras, Edwin Lee Gibson, Molly Gordon, Corey Hendrix, Matty Matheson, Ebon Moss-Bachrach, Oliver Platt és Jeremy Allen White - Abbott Általános Iskola (ABC) – Quinta Brunson, William Stanford Davis, Janelle James, Chris Perfetti, Sheryl Lee Ralph, Lisa Ann Walter és Tyler James Williams - Barry (HBO) – Anthony Carrigan, Sarah Goldberg, Zachary Golinger, Bill Hader, Andre Hyland, Fred Melamed, Charles Parnell, Stephen Root, Tobie Windham, Henry Winkler és Robert Wisdom - Gyilkos a házban (Hulu) – Gerald Caesar, Michael Cyril Creighton, Linda Emond, Selena Gomez, Allison Guinn, Steve Martin, Ashley Park, Don Darryl Rivera, Paul Rudd, Jeremy Shamos, Martin Short, Meryl Streep, Wesley Taylor, Jason Veasey és Jesse Williams - Ted Lasso (Apple TV+) – Annette Badland, Kola Bokinni, Edyta Budnik, Adam Colborne, Phil Dunster, Cristo Fernández, Kevin "KG" Garry, Brett Goldstein, Billy Harris, Anthony Head, Brendan Hunt, Toheeb Jimoh, James Lance, Nick Mohammed, Jason Sudeikis, Jeremy Swift, Juno Temple, Hannah Waddingham, Bronson Webb és Katy Wix | |                                               | |
| Legjobb kaszkadőrgárda (televízió) | |                                               | |
| - The Last of Us (HBO) - Ahsoka (Disney+) - A Mandalóri (Disney+) - Balhé (Netflix) - Barry (HBO) | |                                               | |

### Screen Actors Guild-életműdíj
- Barbra Streisand

## In Memoriam
A Naomi Watts Oscar-, BAFTA- és Golden Globe-díjra jelölt brit színésznő, filmproducer által bevezetett műsorrész az alábbi 2023-ban, illetve 2024 elején elhunyt művészeknek állított emléket.
- Richard Roundtree
- Glynis Johns
- David Soul
- George Maharis
- Angus Cloud
- Paxton Whitehead
- David McCallum
- Joss Ackland
- Frances Sternhagen
- Ray Stevenson
- Mark Goddard
- Jim Brown
- Dick Butkus
- Bill Hayes
- Julian Sands
- Burt Young
- Adan Canto
- Ellen Holly
- Nicolas Coster
- Joanna Merlin
- Barry Newman
- Tyler Christopher
- Suzanne Shepherd
- Ron Cephas Jones
- Billy Miller
- Hinton Battle
- Chita Rivera
- Don Murray
- Tom Smothers
- Suzanne Somers
- Richard Moll
- Inga Swenson
- Mark Margolis
- Treat Williams
- Michael Gambon
- Sharon Farrell
- Tina Turner
- Paul Reubens
- Michael Lerner
- James McCaffrey
- Lance Reddick
- Arleen Sorkin
- Kamar de los Reyes
- Lee Sun-kyun
- Hajím Topó
- Piper Laurie
- Tom Sizemore
- Frederic Forrest
- Joyce Randolph
- Ryan O’Neal
- Glenda Jackson
- Andre Braugher
- Alan Arkin
- Carl Weathers
- Tom Wilkinson
- Matthew Perry
- Harry Belafonte

## Fordítás
Ez a szócikk részben vagy egészben  a(z)   30th Screen Actors Guild Awards című angol Wikipédia-szócikk ezen változatának fordításán alapul.  Az eredeti cikk szerkesztőit annak laptörténete sorolja fel. Ez a jelzés csupán a megfogalmazás eredetét és a szerzői jogokat jelzi, nem szolgál a cikkben szereplő információk forrásmegjelöléseként.